# You In-tak
You In-Tak, född den 10 januari 1958 i Gimje, Sydkorea, är en sydkoreansk brottare som tog OS-guld i lättviktsbrottning i fristilsklassen 1984 i Los Angeles.